# Tom Jenkins
 (janvier 2022).
La mise en forme du texte ne suit pas les recommandations de Wikipédia : il faut le « wikifier ».
Les points d'amélioration suivants sont les cas les plus fréquents :
- Les titres sont pré-formatés par le logiciel. Ils ne sont ni en capitales, ni en gras.
- Le texte ne doit pas être écrit en capitales (les noms de famille non plus), ni en gras, ni en italique, ni en « petit »…
- Le gras n'est utilisé que pour surligner le titre de l'article dans l'introduction, une seule fois.
- L'italique est rarement utilisé : mots en langue étrangère, titres d'œuvres, noms de bateaux, etc.
- Les citations ne sont pas en italique mais en corps de texte normal. Elles sont entourées par des guillemets français : « et ».
- Les listes à puces sont à éviter, des paragraphes rédigés étant largement préférés. Les tableaux sont à réserver à la présentation de données structurées (résultats, etc.).
- Les appels de note de bas de page (petits chiffres en exposant, introduits par l'outil «  Source ») sont à placer entre la fin de phrase et le point final[comme ça].
- Les liens internes (vers d'autres articles de Wikipédia) sont à choisir avec parcimonie. Créez des liens vers des articles approfondissant le sujet. Les termes génériques sans rapport avec le sujet sont à éviter, ainsi que les répétitions de liens vers un même terme.
- Les liens externes sont à placer uniquement dans une section « Liens externes », à la fin de l'article. Ces liens sont à choisir avec parcimonie suivant les règles définies. Si un lien sert de source à l'article, son insertion dans le texte est à faire par les notes de bas de page.
- La présentation des références doit suivre les conventions bibliographiques. Il est recommandé d'utiliser les modèles {{Ouvrage}}, {{Chapitre}}, {{Article}}, {{Lien web}} et/ou {{Bibliographie}}. Le mode d'édition visuel peut mettre en forme automatiquement les références.
- Insérer une infobox (cadre d'informations à droite) n'est pas obligatoire pour parachever la mise en page.

Pour une aide détaillée, merci de consulter Aide:Wikification.
Si vous pensez que ces points ont été résolus, vous pouvez retirer ce bandeau et améliorer la mise en forme d'un autre article.
Tom Jenkins est un violoniste virtuose. Il est né le 4 novembre 1910 à Harlech. Fils de Harry Jenkins, mécanicien et de Henrietta, chanteuse (contralto), pianiste et la fille de Thomas H. Hall, violoniste reconnu. Son grand-père paternel était également un musicien accompli. Il reçoit son premier violon à 3 ans (jouet), et commence à l'étudier à 8 ans avec Alf Inman. À 10 ans, il donne son premier concert en public et 4 ans plus tard, il participe à sa première émission de radio (novembre 1925).
À partir de 1936, il est présenté comme le plus grand virtuose du violon britannique de sa génération. Il fait la une des journaux car il a assuré ses mains pour 10 000 £ (recevant 20 £ par semaine s'il ne pouvait pas jouer à cause d'une blessure).
Il dirige les émissions du Grand Hôtel de la BBC le dimanche soir à la fin des années 1940 et au début des années 1950. Il mourut en 1957 à l'âge de quarante-sept ans.
En 1995, sa veuve Michelle a vendu son violon Stradivarius pour 375 000 £. Avec cela, elle a créé le Tom Jenkins Trust qui décerner un prix annuel pour le meilleur instrument à cordes frottées fabriqué par un étudiant de la Guildhall University (plus tard London Metropolitan). Ce prix a finalement été placé sous les auspices de la Musicians' Company, Tom Jenkins jouait sur un Stradivarius qui porte actuellement son nom (1667). Antonio Stradivarius avait 23 ans lorsqu'il a fabriqué ce violon peu de temps après avoir quitté l'atelier Amati. Le prix est donc décerné à un étudiant basé dans un atelier moderne qui fait preuve d'un engagement total et d'une compétence dans la fabrication de violons et d'instruments à archet connexes.